# 自由気まま
自由気まま（じゆうきまま）は松竹芸能にかつて所属していた男女お笑いコンビである。2009年6月に結成、2017年4月に解散。

## メンバー
- 西口 宣夫（にしぐち のぶお、1975年7月1日 - ）- ツッコミ担当[1]。
  - 大阪府出身。
  - 血液型はA型。
  - 立ち位置は向かって左。
  - 身長：168cm、体重：57kg。
  - かつては『つるせんねん』として活動し、後にピン芸人として活動していた。
  - 解散後は『西口のぶお』を経て『のぶお休みなし』に改名し、再度ピン芸人として活動。
- 稲村 ジェーン（いなむら じぇーん、1986年8月8日 - ）- ボケ担当[1]。
  - 本名：稲村 亜加根（いなむら あかね）。
  - 京都府亀岡市出身。放送芸術学院卒業。
  - 血液型はAB型。
  - 立ち位置は向かって右。
  - 身長：171cm、体重：57kg。
  - かつては『J&M』として活動していた。
  - 『ジェーン』名義として活動することもある[2]。
  - 解散後は芸人を引退[1]。

## 受賞歴・賞レース成績
- 新人お笑い尼崎大賞 大賞 - 第10回（2010年）
- M-1グランプリ
  - M-1グランプリ 2015 3回戦敗退[2]
  - M-1グランプリ 2016 3回戦敗退[2]

## 出演
- ytv漫才新人賞（読売テレビ）
- 痛快!明石家電視台（毎日放送）